# Embaiás
Os embaiás (pela grafia autóctone, mbayás) são um grupo indígena que, em território brasileiro, se dividia nos subgrupos beaqueos, catagueos, guatiedeos e cadiuéus, dos quais o último é o único remanescente.